# Violett

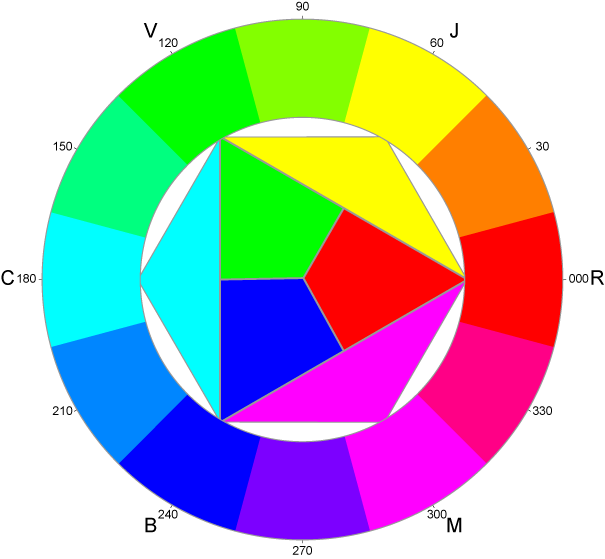
Farbkreis RVB

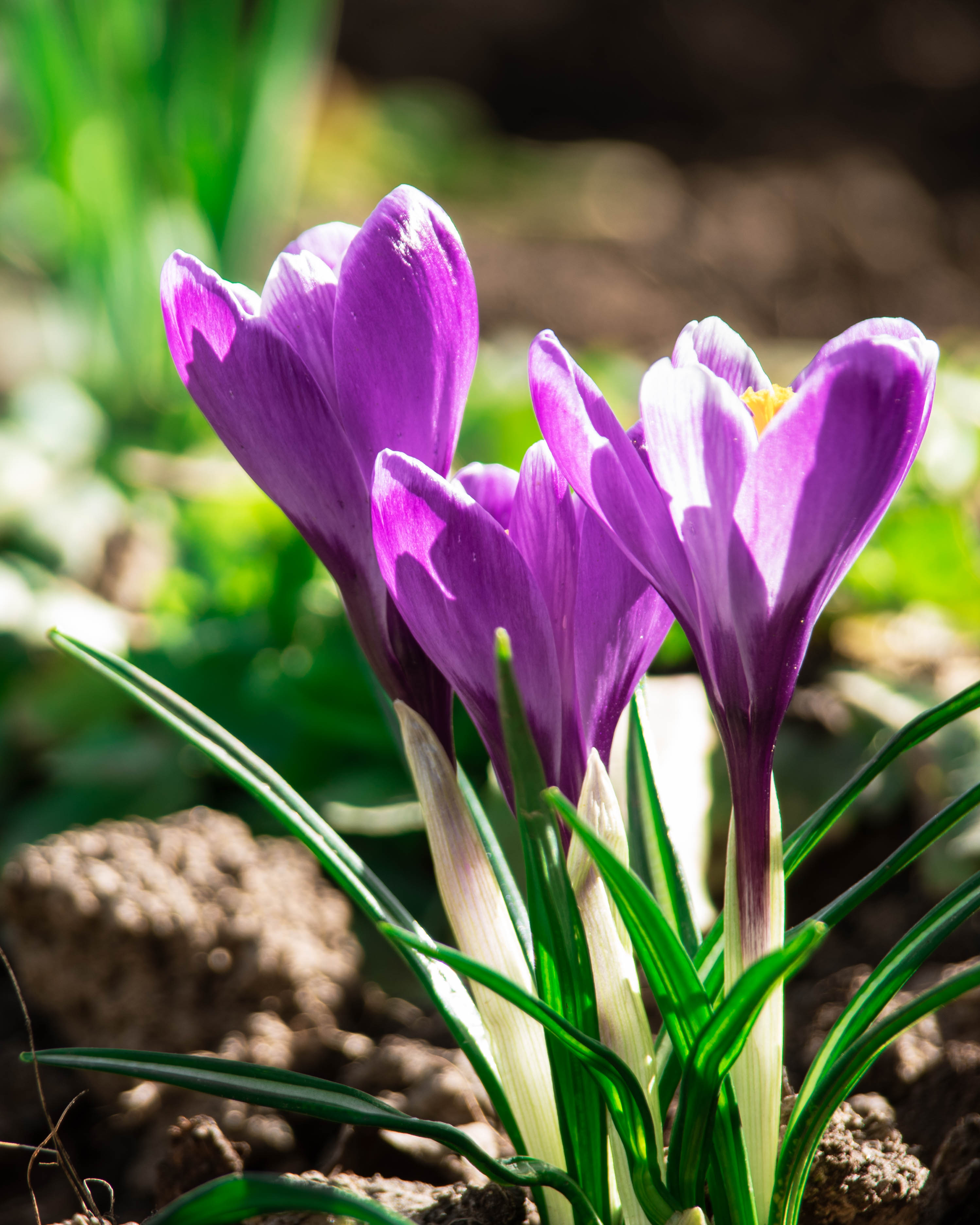
Violetter Krokus

Violett, alltagssprachlich auch Lila, ist ein Farbreiz und eine Spektralfarbe, die vom kurzwelligen Ende des sichtbaren Lichtes, der Grenze zum Ultraviolett (ca. 380 nm), bis etwa 425 nm bzw. 430 nm, der Grenze zum Farbton Indigo reicht.
Licht mit dieser Eigenschaft kann auch als Körperfarbe remittiert sein. Im normalen Sprachgebrauch werden die Farbnamen Violett und Lila zwar überdeckend für Farbtöne zwischen Rot und Blau genutzt, Violett ist jedoch häufig der „reine“ kurzwellige Farbreiz, während Lila häufig eine gebrochene Farbe im Rotblau beschreibt. Die Komplementärfarbe nach der subtraktiven Farbmischung ist Gelb, nach additiver Farbmischung ist es Grün (wobei dort die exakte Mischung aus dem jeweiligen primären Rot- und Blauton (Sekundärfarbe) eher als Magenta bezeichnet wird). Während Violett somit einem kurzwelligen Farbreiz entspricht, der gerade noch vom S-Zapfen („blau“) monochromatisch wahrgenommen werden kann, liegen ähnlich aussehende Farben wie Purpur und Lila (je nach Definition) auf der Purpurlinie und existieren somit nur scheinbar, d. h. nicht monochromatisch, sind daher auch nur durch Mischung aus zwei Farbreizen mithilfe der S- und L-Zapfen („rot“) gleichzeitig wahrnehmbar. Dies ist auch die Ursache dafür, dass Violett am äußersten Rand eines Regenbogens erscheint, Purpur im Regenbogen hingegen nicht vorkommt.

## Etymologie vonViolett,LilaundMagenta

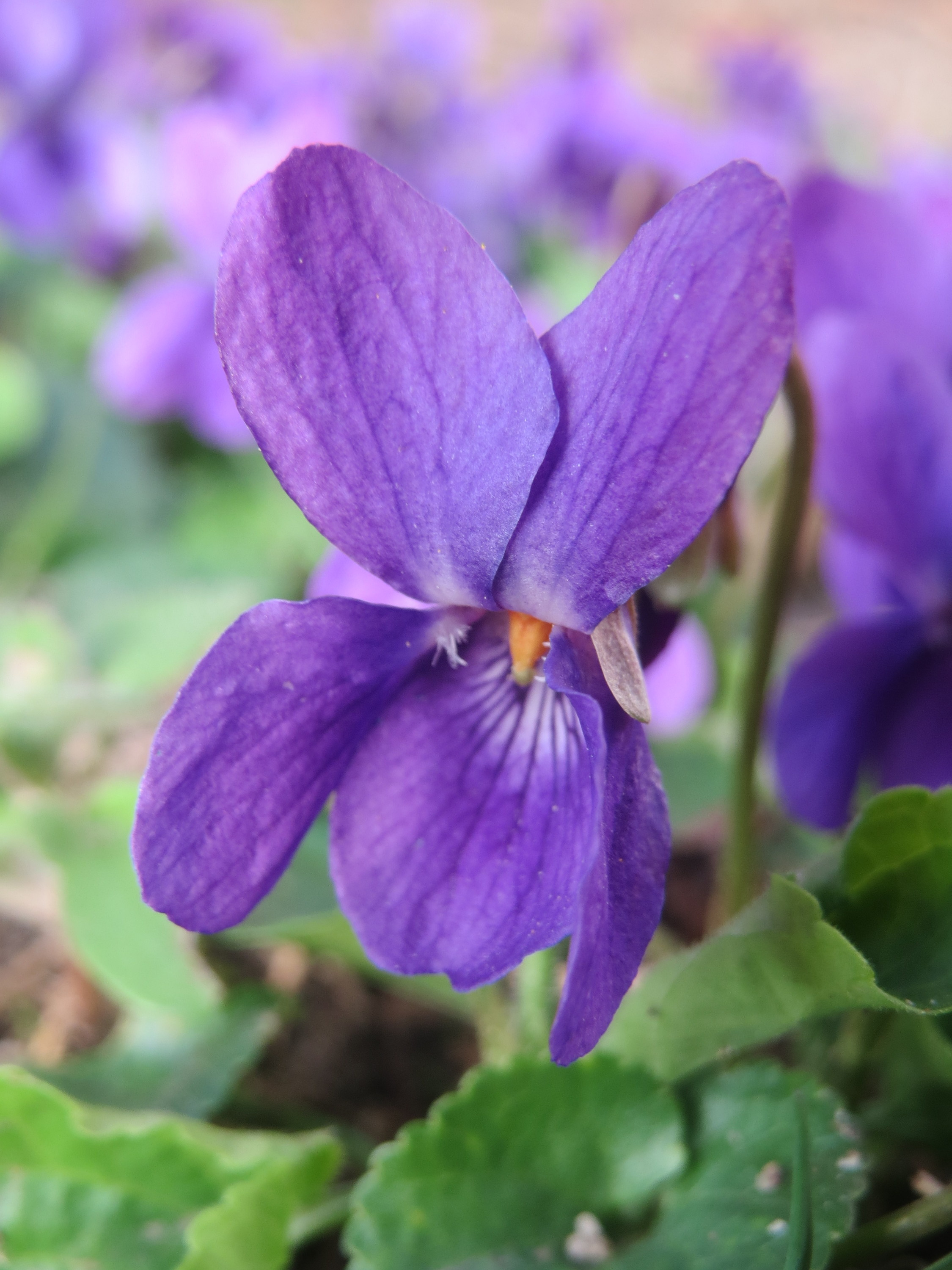
Namensgebend: Viola
Ein Duftveilchen (Viola odorata)

Violett (mit Nebenformen) erscheint bereits in deutschsprachigen maltechnischen Quellen des 15. bis 16. Jahrhunderts als Name einer eher hellen, zartvioletten Malerfarbe. Im 17. und 18. Jahrhundert etablierten sich violett (Adj.) und Violett (Subst.) als normale Farbbezeichnungen im Deutschen. Zugrunde liegen französisch violette (Subst.) ‚Veilchen‘, auch ‚Veilchenfarbe, Violett‘ und violet (Adj.) ‚veilchenfarben, veilchenblau‘, aus lateinisch viola ‚Veilchen‘ (vgl. auch violaceus ‚veilchenfarben‘). Der häufigste Farbton von Veilchen tendiert zu blau, worauf auch das Farbadjektiv veilchenblau verweist.
Ebenfalls aus dem Französischen wurde später (2. Hälfte des 18. Jahrhunderts) die teilweise stark konkurrierende Farbbezeichnung lila entlehnt. Diese erscheint zunächst als modische Textilfarbe in deutschen Texten. Das französische Wort lilas (Aussprache [liˈla]) für Flieder oder fliederfarben ist orientalischer Herkunft (wie die Pflanze selbst) und kommt aus dem Arabischen und Persischen, wahrscheinlich durch spanische Vermittlung. Beim Flieder existiert durch Züchtungen neben weißen und rosa Sorten mittlerweile eine breite Farbton-Palette. Die Blütenfarben liegen in violett oder lila und reichen von dunklen und gesättigten über mittlere Lilatöne bis zu zarten, blassen Sorten, es entstanden blauviolette und rotviolette Farben.
Die Farbbezeichnung Magenta entwickelte sich zum 20. Jahrhundert und geht auf die blutige Schlacht von Magenta (1859), einer norditalienischen Stadt, zurück.

## Farbtöne im Violettbereich: Differenzierungsprobleme

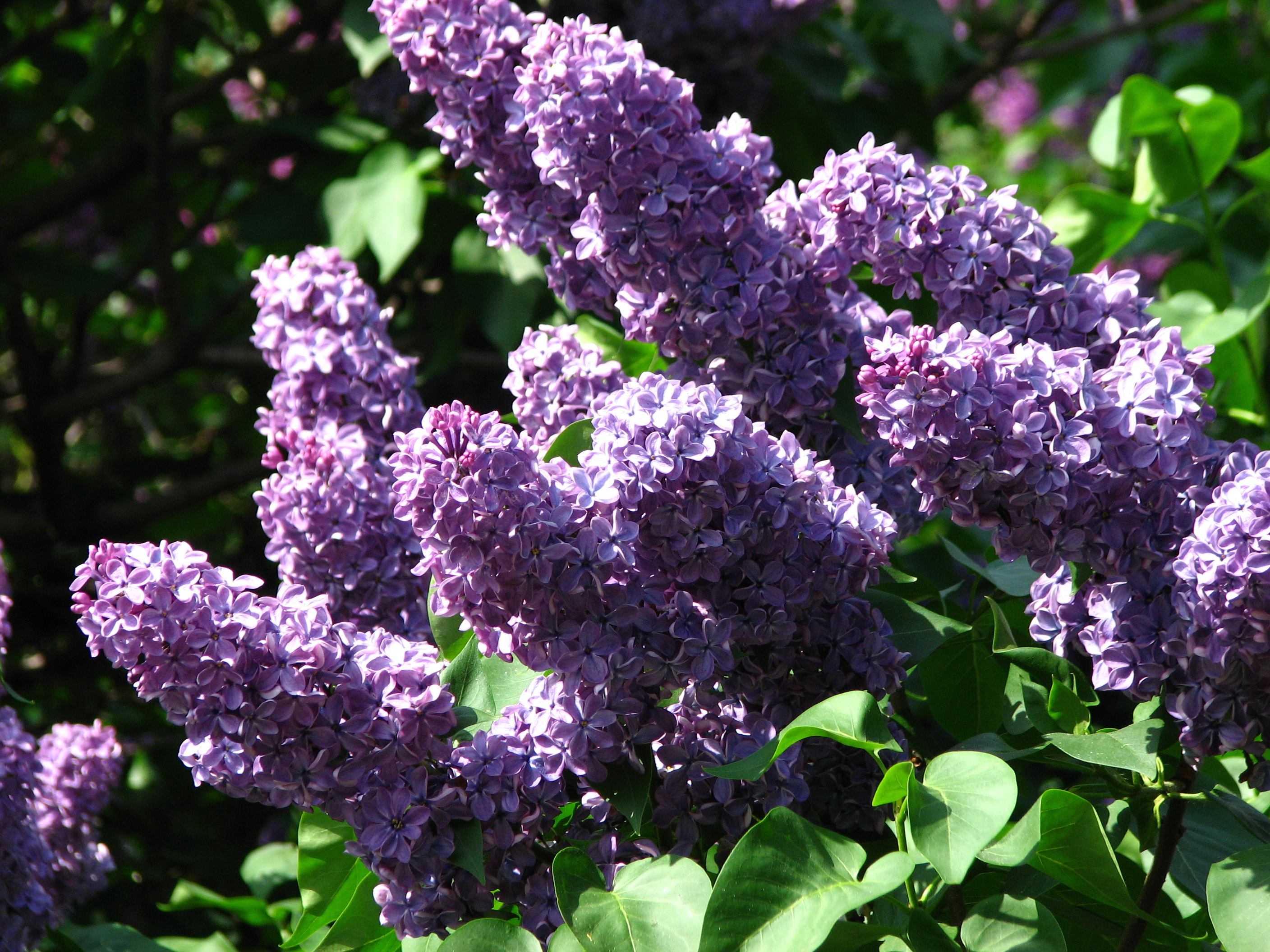
Flieder

Für die violetten Farbtöne gibt es mehrere Wörter, die sich in der Bedeutung etwas unterscheiden.
- Die Farbe Violett grenzt in einigen älteren Texten und Farbmodellen an Purpur.[5] Zu problematischen Definitionen von Purpur und Violett in anderen Sprachen, z. B. Unterschiede zwischen Britischem und Amerikanischem Englisch.[6][7][8]
- Lila ist entweder gleichbedeutend mit Violett oder es bezeichnet ein gebrochenes, helleres Violett, ist also in diesem Fall kein reiner Farbton und kann durch subtraktive Farbmischung mit Violett und Weiß erzielt werden. Umgangssprachlich wird jedoch Lila oft für den Farbton Violett verwendet. Die hellere, pastellene Farbvariante wird auch (eingedeutscht) als flieder oder fliederfarben bezeichnet.
- Magenta liegt zwischen Violett und Rot, kann also als ein lila- oder blaustichiges Rot verstanden werden und als Komplementärfarbe zu Grün.
- Die Farbe Pink wird im Deutschen als ein grelles, verweißlichtes (pastelltoniges) Magenta bzw. ein kräftiges blaustichiges Rosa verstanden. (Die deutsche Übersetzung von englisch pink ist jedoch ‚rosa‘.)

Verschiedene Farbmodelle (Farbkreise) machen variierenden Gebrauch von diesen Farbnamen, die Beispiele zeigen einige für die Gestaltung von Websites definierte Farbnamen.
Trotz des sehr unterschiedlichen Eindrucks der violetten Farbtöne ist die Anwendung der Wörter für diesen Farbbereich im Alltag uneinheitlich und teilweise noch kontrovers. Empirische Untersuchungen haben gezeigt, dass Wörterbuchdefinitionen und offizielle Sprachmuster nicht immer im Einklang stehen mit dem allgemeinen Sprachgebrauch, und dass beispielsweise Violett und Lila in der Praxis oft als Synonyme verwendet werden.

## Zur Verwendung vonLilaals Farbwort
Früher wurden lilafarbene Dinge oft je nach vorherrschendem Farbeindruck als Blau oder Rot eingeordnet.
Das Wort lila wird in Fibeln oft als erste Farbbezeichnung genutzt, da die bekannten Buchstaben anfangs begrenzt sind. So wird dieser blau-rote Farbton Kindern geläufig und als geschriebener Farbbegriff gefestigt.
Über die amtlich geschützte, mit einer eigenen Pantone-Nummer versehene Farbmarke Milka-Lila der Schokoladenprodukte des Kraft-Konzerns existiert ein Bericht von Lina Panitz.

## Farbenlehre

### Spektrales Violett
Die Spektralfarbe Violett entspricht einer Wellenlänge von 400 bis 430 Nanometern, liegt also am kurzwelligen Ende des sichtbaren Spektrums. Mit Fernseh- und Computermonitoren ist es wegen fehlender (genügend intensiver) Leuchtstoffe nicht darstellbar. Spektrales Violett sieht man in einer CD, in der sich eine kräftige Lichtquelle spiegelt, wenn an der Oberfläche eine Beugung erfolgt.

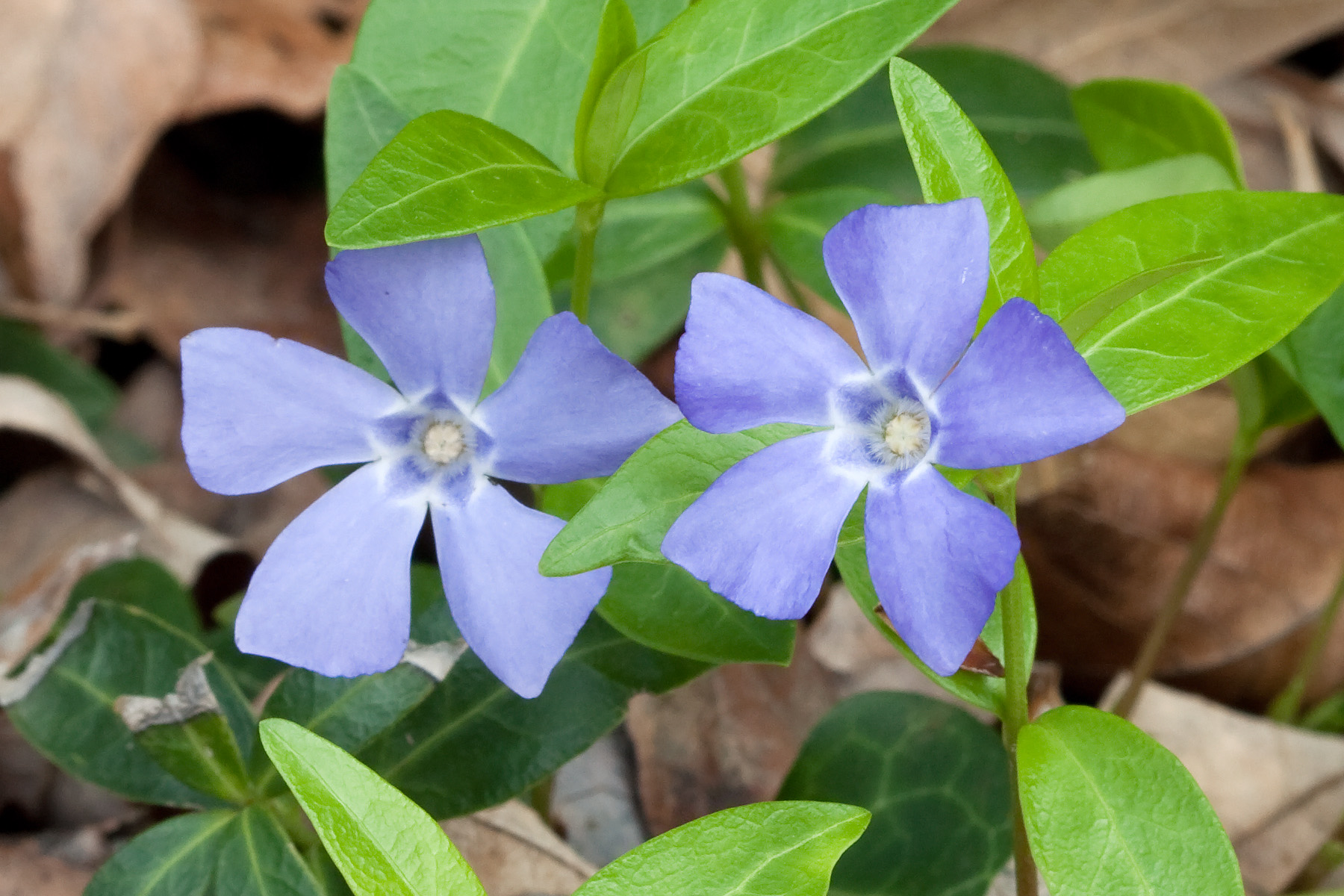
Die Farbe des Kleinen Immergrün wird auch als Lavendelblau bezeichnet und liegt hier nahe dem Indigo.

- Indigo ist ein früher üblicher Name für Violett und beschreibt als Spektralfarbe den Bereich zum Blau.
- Pink tendiert deutlich zum Rot und liegt im CIE-Farbsystem auf der Purpurgeraden. Purpur ist dabei die Mischfarbe aus roten und blauen Farbmitteln, der keine Spektralfarbe zukommt, sondern die durch die Erregung von blauen und roten Rezeptoren entsteht.
- Magenta ist ein Farbton aus dem Purpurbereich. Bei Ostwald heißt das heutige Magenta des CMY-Systems noch „Veil“ und ist jene Optimalfarbe, die er als Mittelfehlfarbe bezeichnet, weil es die Komplementärfarbe zu Grün bildet.

### Gemischtes Violett

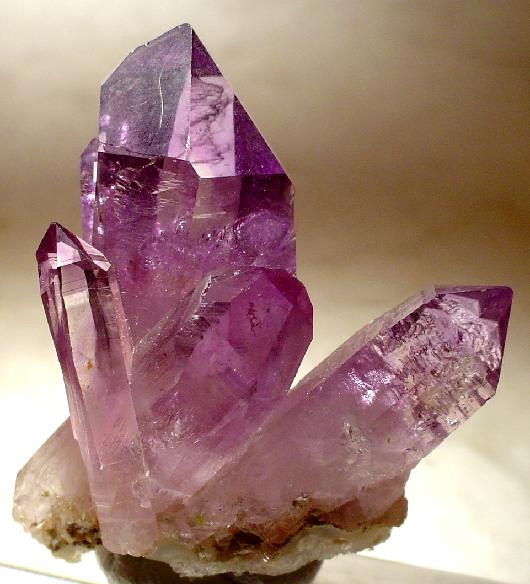
Kristalle des lila Amethystes

Violett ist im eigentlichen Sinne die Bezeichnung der Spektralfarbe am kurzwelligen Ende, die sich an das Indigo anschließt und ins Ultraviolett übergeht. Nur in diesem Sinn ist Violett eine monochromatische Spektralfarbe. Purpur ist dagegen eine Mischfarbe und Bezeichnung der Farbvalenz aus rotem und violettem Farbreiz. Die intensivsten Purpurtöne bilden die „Purpurlinie“ des CIE-Chromatizitätsdiagramms. Purpur ist der Farbton, der zum „königlichen“ Farbstoff aus der Purpurschnecke gehört.
Violett wird als Farbname für die Sekundärfarbe in der additiven Farbmischung genutzt, wenn Licht der Primärfarbe Blau mit Rot zusammentrifft. Fachlich besser ist es, dafür die Bezeichnung Magenta zu nutzen.
Im RAL-Nummern-Farbkatalog gibt es einen eigenen Farbbereich 4xxx Violett, derzeit von Farbe 4001 Rotlila über 4005 Blaulila und 4006 Verkehrspurpur bis Farbe 4010 Telemagenta, der Telekom-„Identity Color“. Außerdem gehört die RAL-Farbe 5000 Violettblau im blauen Bereich dazu.

## Farbstoffe
Die Farbe Violett tritt in der Natur auf, so waren die Farbtöne des Veilchens und später des Flieders namensgebend für die Farbbezeichnung. Lange Zeit war es aber nicht möglich, einen beständigen Farbstoff herzustellen, wie er zum Färben von Textilien benötigt wird. In der Antike wurden sehr teure, aus Purpurschnecken gewonnene Farbstoffe für die Färbung von Luxusartikeln genutzt. Im Mittelalter und in der frühen Neuzeit wurden violette Textilienfärbungen oft durch zweimaliges Färben (mit roten und blauen Farbmitteln, z. B. Kermes und Färberwaid, später Färberkrapp oder Koschenille und Indigo) erzielt. Erst 1856 gewann William Henry Perkin zufällig den (überhaupt) ersten künstlich synthetisierten Farbstoff Mauvein, als er Untersuchungen am Steinkohleteer durchführte. Zwei Jahre später gelang August Wilhelm von Hofmann die Gewinnung des Farbstoffs Fuchsin.

## Galerie

Natur-Farbton
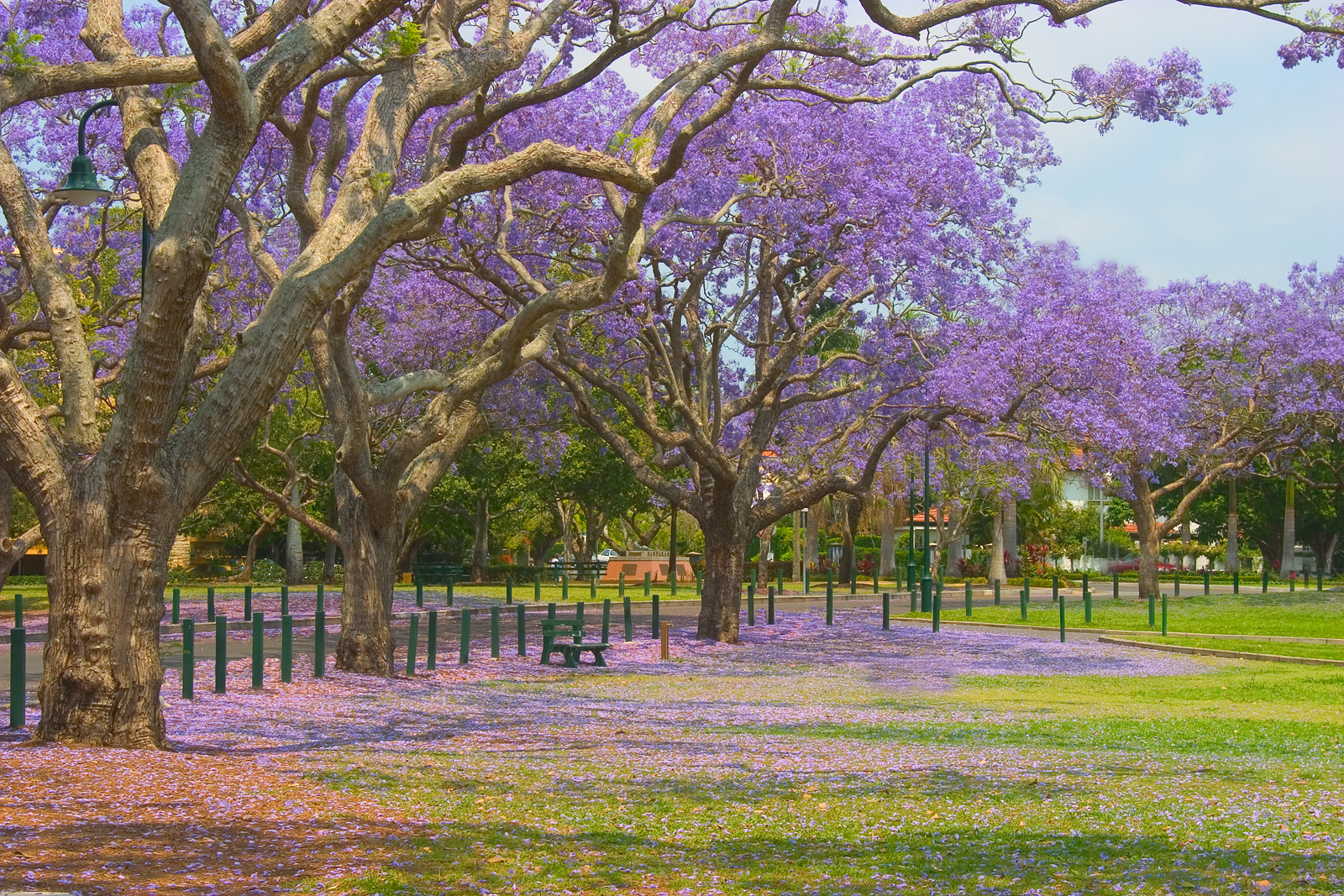
Blühende Jacaranda mimosifolia (Australien)
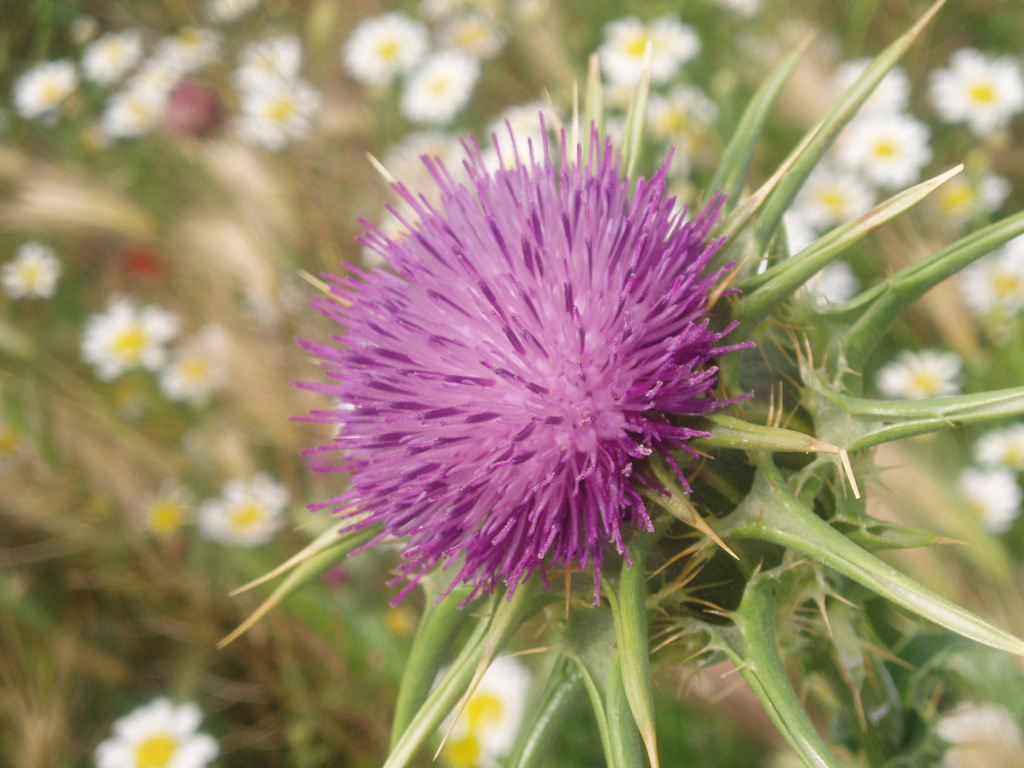
Mariendistel (Sylibum marianum)
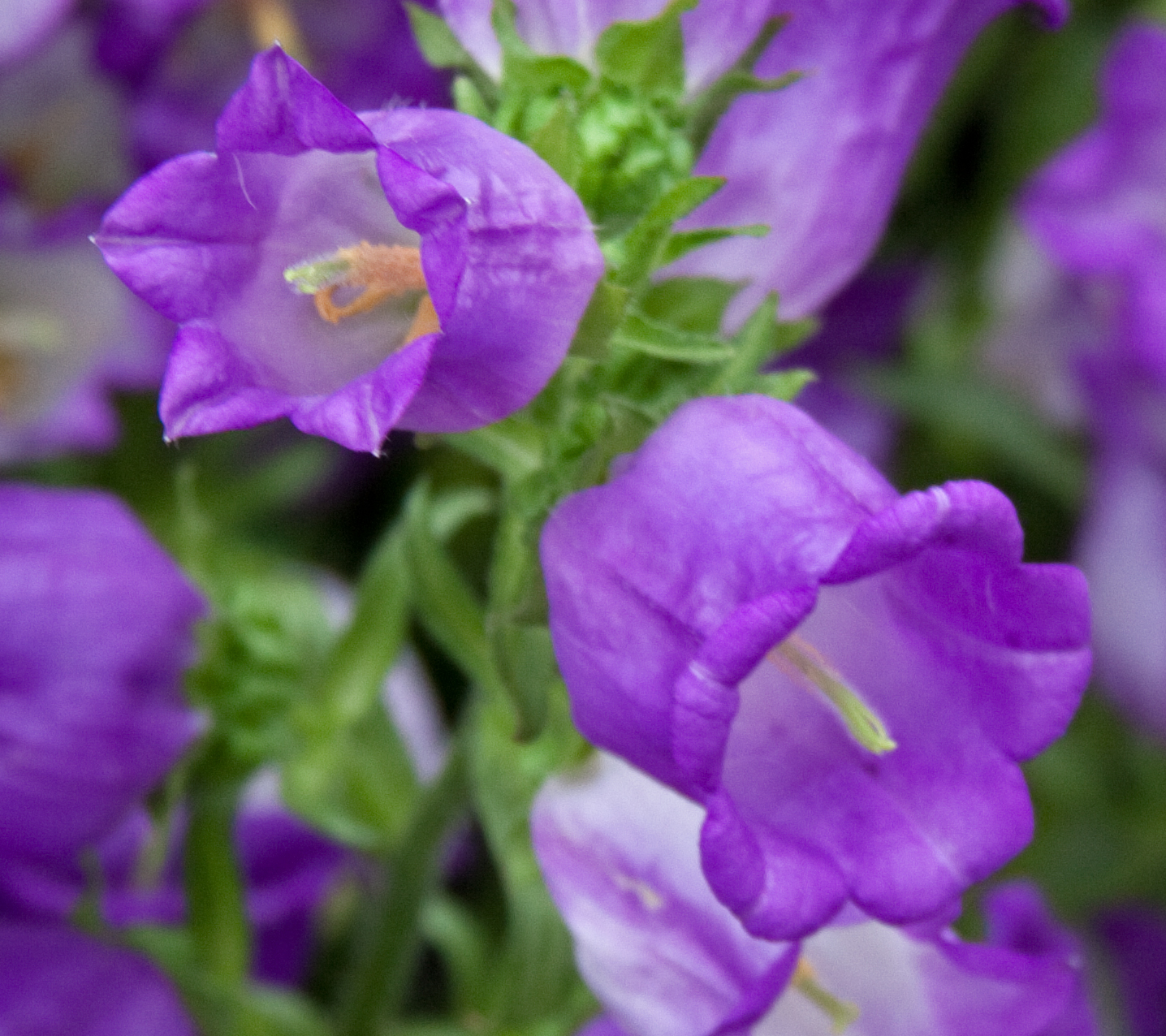
Glockenblume (Campanula medium)
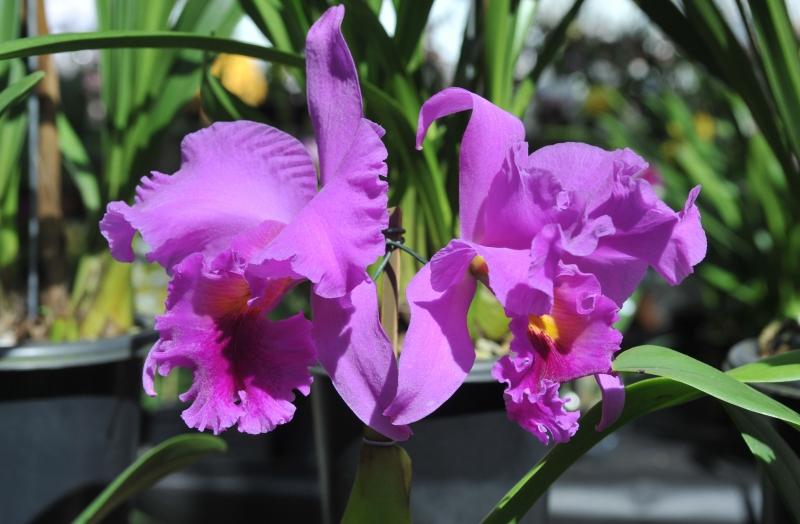
Lila Orchidee mit magentafarbenen Akzenten
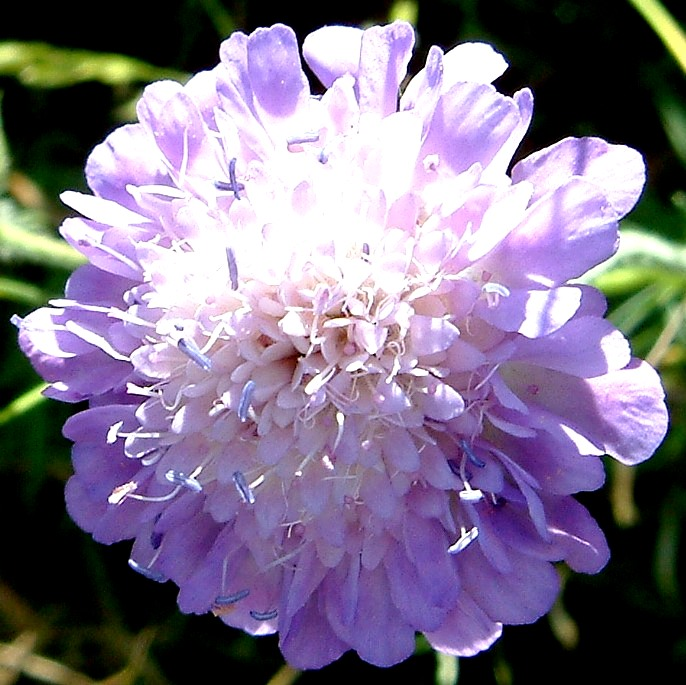
Zart-lila Blüte Acker-Witwenblume
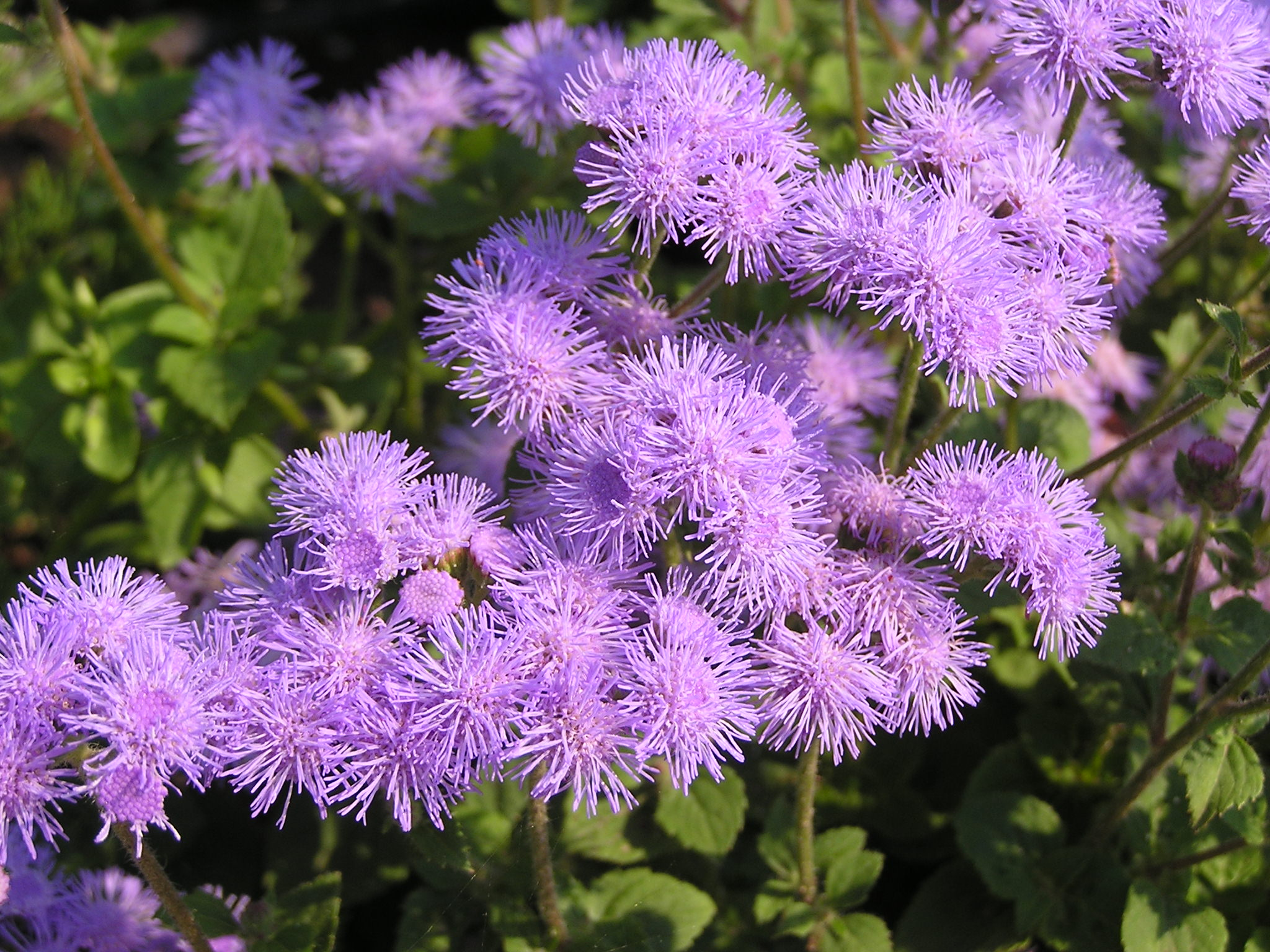
Gewöhnlicher Leberbalsam (Ageratum houstonianum)
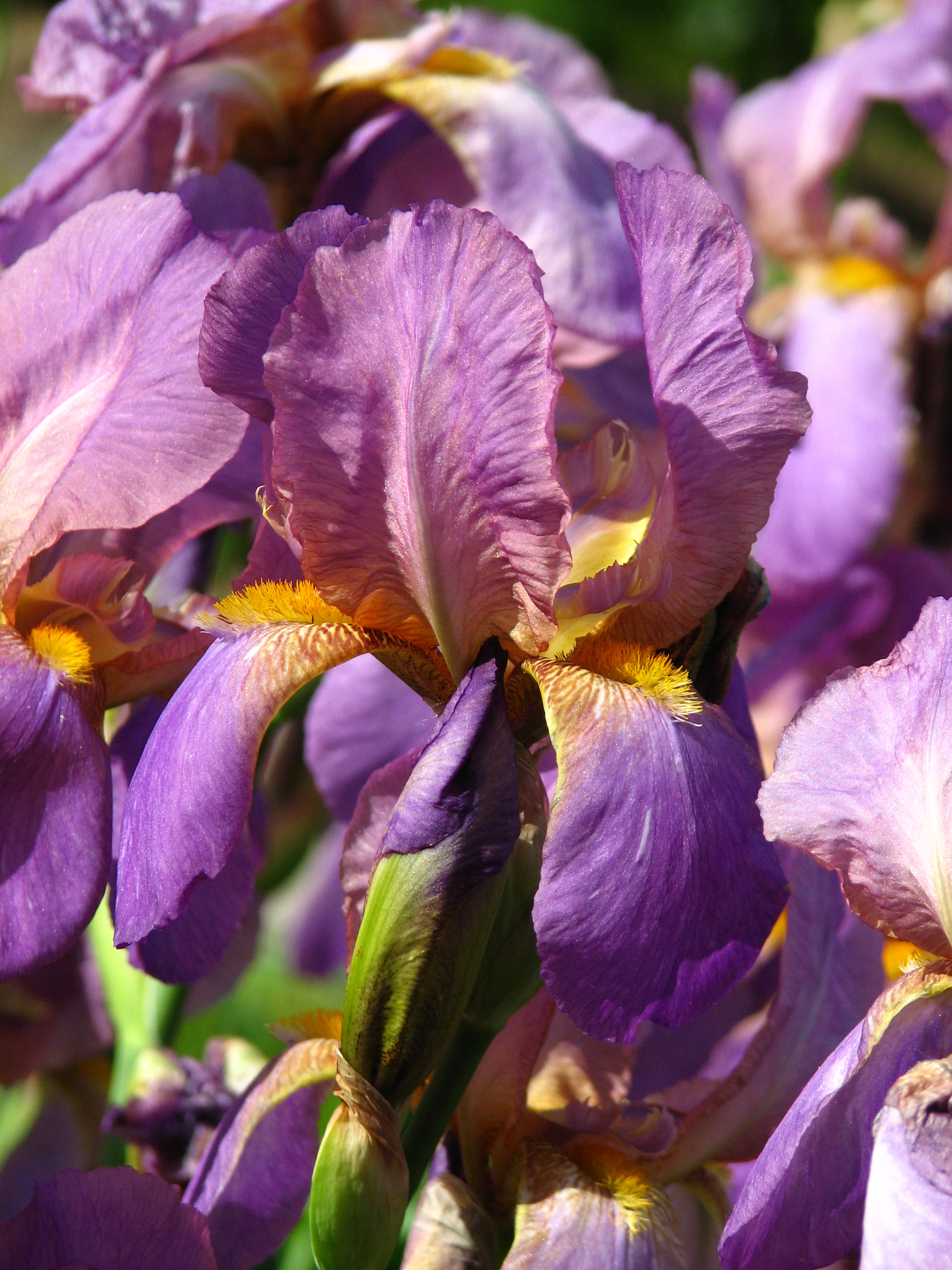
Lila blühende Schwertlilie
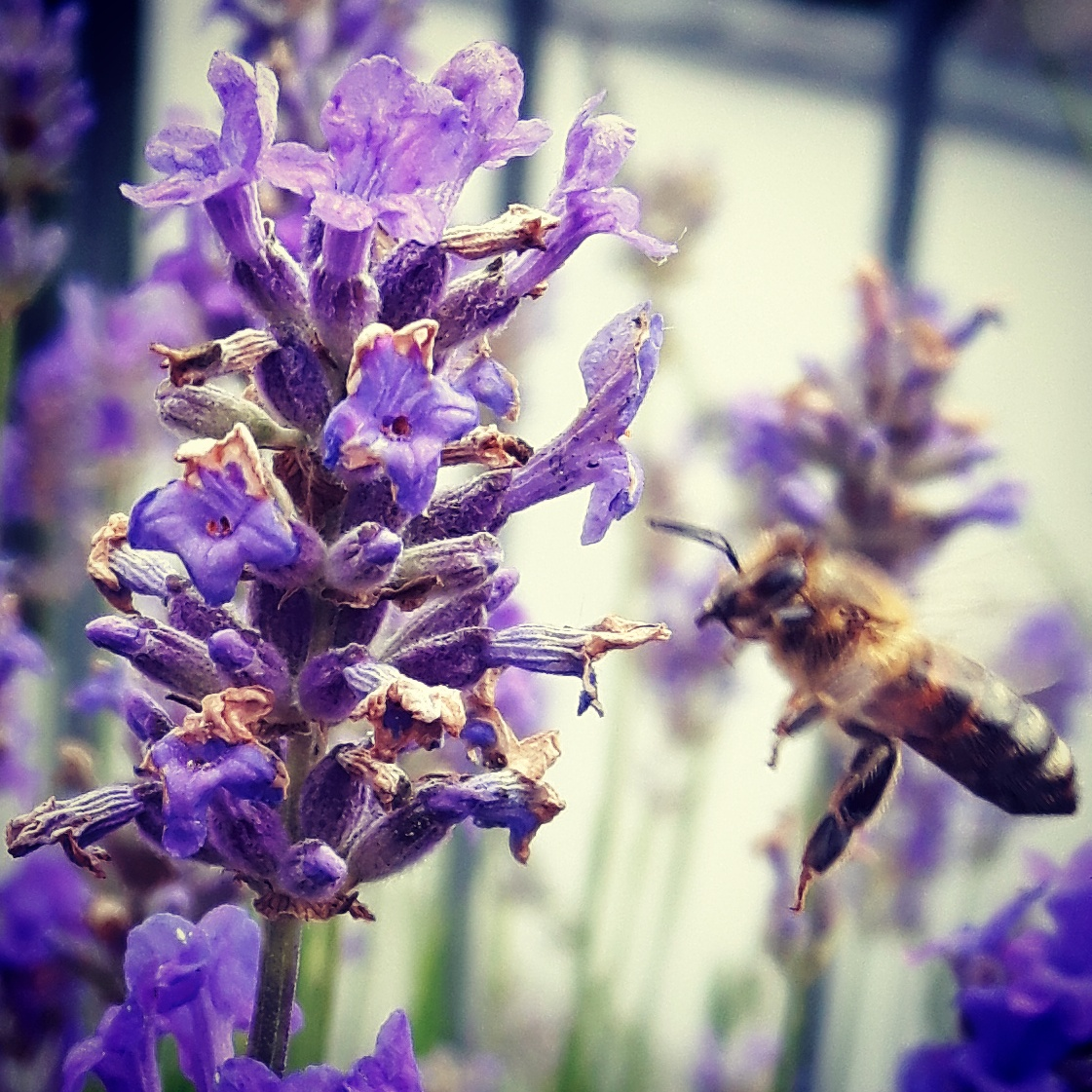
Lavendel

## Violett in Alltag und Kultur

### Allgemeine Symbolik
Es gibt teilweise widersprechende Aussagen über die Wirkung von Violett. Der Farbton gilt als geheimnisvoll und mystisch und wird entsprechend mit Glaube, Spiritualität und Dienen in Verbindung gebracht. Violett wirkt beruhigend, steht aber auch für Einsamkeit, Melancholie, Leid, Trauer und Verzicht.
In der Farbberatung wird es empfohlen, um Selbstvertrauen und Individualität auszudrücken und für alle Gelegenheiten, wo Diplomatie gefragt ist. Violett mit seinen Farbnuancen gilt auch als phantasievoll und kreativ, empfindsam, intuitiv und außergewöhnlich. Angeblich soll es aphrodisierend wirken.
Nach der Herstellung der ersten Stoffe mit dem neu entdeckten künstlichen Farbstoff, zwischen 1858 und 1869, galt das blasse „Mauve, or violet colored silk“ als Modefarbe der besseren Leute.

### Religion

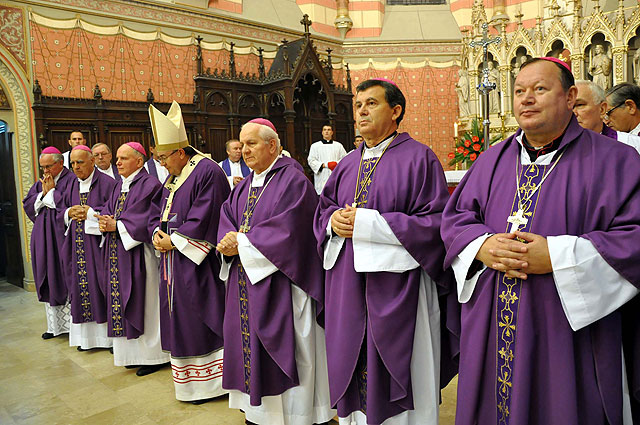
In liturgisches Violett gekleidete Bischöfe in der Kathedrale von Sarajevo

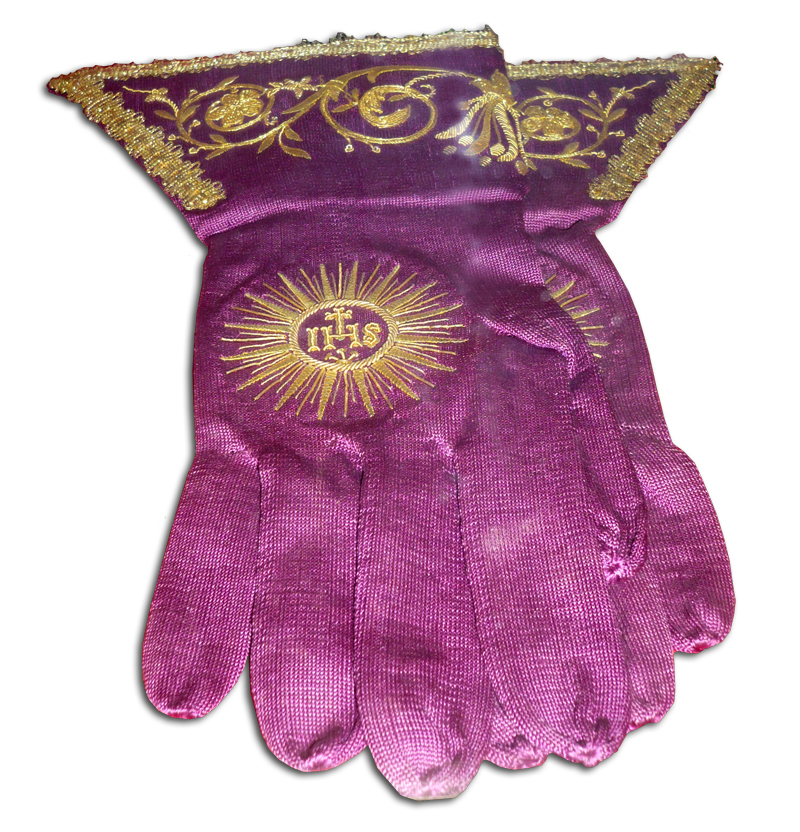
Pontifikal-handschuhe in liturgischem Violett

- In der christlichen Kirche ist Violett die liturgische Farbe für Advent und Fastenzeit.
- Im Glauben ist es die Farbe der Besinnung, der Buße, der Einkehr und Umkehr.
- Die Farbe steht oft für Spiritualität oder das Mystische.
- Die Färbung der Kleidung hoher christlicher Würdenträger hat die Bedeutung Würde begründet.
- In den nationalsozialistischen Konzentrationslagern wurden die wegen ihres Glaubens inhaftierten Bibelforscher (siehe Zeugen Jehovas) mit einem „violetten Winkel“ markiert. Das auf der Spitze stehende Dreieck wurde zur Kennzeichnung der Regimegegner genutzt, Violett stand für Widerstand aus Glaubensgründen.[15]

### Politische Parteien
- Die 2017 gegründete proeuropäische Bewegung Volt Europa tritt über örtlich gegründete Parteien bei vielen Parlamentswahlen in Europa an und nutzt zu ihrer Kennzeichnung diese Farbe; sie gab ihrer Jugendorganisation Volt Violet den Beinamen. Volt Deutschland errang bei den Europawahlen 2024 drei ihrer fünf Sitze im 10. Parlament.
- Die in wenigen deutschen Bundesländern wirkenden Die Violetten nannten sich nach der Farbe, weil sie für ihre Spiritualität stehe. Zuletzt errang sie bei der Europawahl 2009 mehr als eine Promille der Wählerstimmen.
- Die Piratenpartei Österreichs hat die Farbe violett.

### Frauenbewegung
Als Ausdruck von Frauenliebe und Unabhängigkeit (Freiheit) werden rot-blaue Farben erstmals von der auf der griechischen Insel Lesbos lebenden antiken Lyrikerin Sappho erwähnt.
Berühmte Frauen beeinflussten mit Kleidungsstücken dieser Farbe die Modewelt. Im 19. Jahrhundert wurde die Farbe für die Frauenbewegung neu entdeckt. Lila als Mischung zwischen Rosa (weiblich, früher Rot als männliche Farbe geltend) und Hellblau (männlich, früher Blau als weibliche Farbe geltend) gilt als Symbol für Gleichstellung zwischen den Geschlechtern. Schon die Plakate der ersten internationalen Frauentage wurden in Lila gehalten. In den „Goldenen 1920er Jahren“ kam die Farbe in Mode, und in den 1970er Jahren war es für Feministinnen fast ein Muss, lila gekleidet zu sein. Viele frauenpolitische Projekte bekamen einen Namen, in dem das Wort Lila enthalten ist. Die „lila Latzhose“ wurde sprichwörtlich und oft verspottet.

### Farbmarke und Lila Kuh
Seit 1901 wird die unter der in diesem Jahre registrierten Marke Milka im deutschen Lörrach, nun auch in Bulgarien von der schweizerischen Zuckerbäckerei Suchard, dann Jacobs Suchard, seit 1990 Kraft Foods und jetzt Mondelez International produzierte Milchschokolade in lila Papier verpackt, das üblicherweise und mehr oder minder deutlich eine Kuh der Rasse Simmentaler Fleckvieh zeigt. Seit 1972 waren ihre natürlich hellgelben bis rotbunten Flecken im eigenen lila Ton abgebildet; so eingefärbt erschien sie fortan in der Reklame, so auch lebendig in Werbefilmen als Lila Kuh. Aus dem ständigen Gebrauch dieser Farbe auch für weitere Kakaoerzeugnisse des Konzerns entwickelte sich das zur abstrakten, also von sonstigen Bildern unabhängig geschützten, seit 1995 in Deutschland registrierten Farbmarke. So erkannte der Bundesgerichtshof 2004 mit Grundsatzurteil im Rechtsstreit gegen einen konkurrierenden Gebäckhersteller, der zur Verpackung eine verwechslungsähnliche Farbe einsetzte: Die für die Herstellerin geschützte Grundfarbe Lila sei zum Inbegriff ihrer Schokoladenerzeugnisse geworden, habe daher gesteigerte Kennzeichnungskraft und genieße somit Markenschutz auch gegen ähnliche Farbtöne. Bis mindestens 30. September 2035 bleibt die Farbmarke in der EU geschützt.

### Purple Day
Der Lilatag (englisch Purple Day for Epilepsy) soll nach einer 2008 von der kanadischen Urheberrechtsinhaberin geschaffenen nordamerikanischen Bewegung jährlich am 26. März über Epilepsie aufklären. In Kanada ist er offizieller Gedenktag; Puple Day ist dabei eine in den USA geschützte Marke. Dort soll die Farbe an die Einsamkeit Betroffener erinnern. Der seit 1996 im deutschsprachigen Raum durch den Deutsche Epilepsievereinigung e. V. an anderen Tagen veranstaltete (Aktions-) "Tag der Epilepsie" nutzt diese Farbe nicht.